# Überlingen
Überlingen este un oraș din landul Baden-Württemberg, Germania.

## Personalități
- Gitta Saxx, actriță și fotomodel german